# موزیکال ماتیلدا
ماتیلدا اثر رولد دال (انگلیسی: Roald Dahl's Matilda) که با عنوان‌های ماتیلدا یا موزیکال ماتیلدا (Matilda the Musical) نیز شناخته می‌شود، یک موزیکال با ترانه‌ها و موسیقی از تیم مینچین و کتاب آن نوشتهٔ دنیس کلی است. این اثر بر پایهٔ رمان ماتیلدا نوشتهٔ رولد دال در سال ۱۹۸۸ ساخته شده است. داستان این موزیکال حول محور ماتیلدا ورم‌وود، دختربچه‌ای پنج ساله و نابغه با قدرت دورجنبی می‌چرخد که عاشق مطالعه است، بر چالش‌هایی که خانواده و مدرسه‌اش برایش ایجاد کرده‌اند غلبه می‌کند و به معلمش کمک می‌کند تا زندگی‌اش را پس بگیرد. این موزیکال نخستین بار طی یک اجرای آزمایشی دوازده هفته‌ای از سوی رویال شکسپیر کامپنی در استراتفورد-آپون-ایون، انگلستان از نوامبر ۲۰۱۰ تا ژانویه ۲۰۱۱ به صحنه رفت. سپس در ۲۴ نوامبر ۲۰۱۱ اجرای رسمی‌اش را در تئاتر کمبریج در وست اند آغاز کرد و در ۱۱ آوریل ۲۰۱۳ نیز در تئاتر شوبرت در برادوی به نمایش درآمد.
موزیکال ماتیلدا با تحسین گستردهٔ منتقدان و استقبال چشمگیر تماشاگران روبه‌رو شد و موفق شد هفت جایزهٔ اولیویه در سال ۲۰۱۲ از جمله جایزهٔ بهترین موزیکال جدید را از آن خود کند—در آن زمان، این بیشترین تعداد جوایز اولیویه‌ای بود که تاکنون توسط یک نمایش واحد کسب شده بود. چهار بازیگر کودک شامل کلو دیمیتریو، کری اینگرام، النور ورثینگتن کاکس و سوفیا کیلی به‌طور مشترک جایزهٔ لارنس اولیویه برای بهترین بازیگر زن در نقش اصلی در یک موزیکال را دریافت کردند. از میان آن‌ها، النور ورثینگتن کاکس ده ساله با دریافت این جایزه، به جوان‌ترین برندهٔ تاریخ این جوایز در هر دسته‌بندی تبدیل شد. در جوایز تونی ۲۰۱۳، این نمایش پنج جایزه، از جمله جایزهٔ تونی برای بهترین کتاب موزیکال برای دنیس کلی دریافت کرد.
اقتباس سینمایی از این موزیکال در تاریخ ۲۵ نوامبر ۲۰۲۲ در بریتانیا توسط تری‌استار پیکچرز اکران شد و سپس در ۲۵ دسامبر ۲۰۲۲ از طریق نتفلیکس در ایالات متحده منتشر گردید.

## برای مطالعهٔ بیشتر
- "A Novel Approach," by Keith Loria, "Backstage" column, Make-Up Artist magazine, Number 102, June/July 2013, pp 74–75, Key Publishing Group, Vancouver, Washington, US. A two-page article with three colour photos discussing the musical's make-up and hair/wig requirements for the New York and London productions, with quotes by key personnel.